# Ricardo Cappa
Ricardo Cappa y Manescau (Madrid, 25 de octubre de 1839-Madrid, 8 de noviembre de 1897) fue un sacerdote jesuita, jurista, historiador, publicista, apologista católico y escritor español. Destacó por sus estudios sobre la dominación de España en América y la Inquisición española.

## Biografía
Pertenecía a una de las principales familias de Madrid, emparentada con el general Echagüe. En su juventud fue oficial de la Armada española y participó en la batalla del Callao. Posteriormente ingresó en la Compañía de Jesús en El Puerto de Santa María, siendo rector y maestro de novicios el Padre Olano. La revolución de 1868 le hizo salir de España, y después de estudiar en Francia las ciencias filosóficas, fue mandado a Hispanoamérica para implantar en aquellos colegios el estudio de las ciencias matemáticas, en las que también sobresalía en gran manera.
Hecho sacerdote, fue destinado al Perú, donde se dedicaría a las labores apostólicas y al estudio de la historia. Fue también capellán del Ejército peruano hasta el final de la Guerra del Pacífico en 1882 y profesor de Física, Matemáticas e Historia en el Colegio de la Inmaculada de Lima. En 1886 publicó en Lima la Historia del Perú, defendiendo el nombre de España contra los «próceres de la Independencia» y el derecho de los españoles a la conquista del Perú. Este libro levantaría una gran polémica en el país, hasta el punto que el Congreso de la República del Perú llegó a decretar el 27 de septiembre de 1886 la expulsión de los jesuitas, la cual no se llegó a efectuar por las fronteras de la población. Trasladado el padre Cappa al Colegio San Calixto de La Paz (Bolivia), volvió a España en 1887 y fue destinado a la influyente y laboriosa residencia de Isabel la Católica de Madrid.
Posteriormente publicó, en cinco partes y 19 tomos, Estudios críticos acerca de la dominación española en América, obra cargada de argumentos contra los promotores de la leyenda negra española. También destacó por su Tratado de Cosmografía y su opúsculo sobre la Inquisición Española, en el que desmintió muchas de las imputaciones vertidas contra el tribunal del Santo Oficio.
Según el periódico La Unión Católica, el neto españolismo del padre Cappa le acarreó disgustos sin cuento, y tal vez le ocasionó la enfermedad cardíaca que le llevó a la tumba. Su muerte fue muy sentida en los ambientes católicos. Fue enterrado en la Sacramental de San Justo.

## Obras
- Tratado de cosmografía (1877)
- Historia compendiada del Perú con algunas apreciaciones sobre los viajes de Colón y sus hechos (1886)
- Historia del Perú (tres libros) (1885-1887)
- La Inquisición Española (1888)
- Influencia del cristianismo en la civilización de los pueblos americanos (1893)
- Estudios críticos acerca de la dominación española en América. Parte primera: I Colón y los españoles (1889)
- ——— Parte segunda: II ¿Hubo derecho á conquistar América? (1889)
- ——— Parte segunda: III La conquista del Perú (1890)
- ——— Parte segunda: IV Las guerras civiles (1890)
- ——— Parte tercera: V Industria agrícola-pecuaria (1890)
- ——— Parte tercera: VI Industria agrícola-pecuaria. Continua la misma materia y se coteja el estado agrícola de las Colonias con el de la Metrópoli (1890)
- ——— Parte tercera: VII Industria fabril (1891)
- ——— Parte tercera: VIII Industrias mecánicas (1892)
- ——— Parte tercera: IX Continua la materia del libro anterior (Industrias mecánicas) (1893)
- ——— Parte tercera: X Industria naval (Continuará) (1894)
- ——— Parte tercera: XI Industria naval (Continuará) (1894)
- ——— Parte tercera: XII Industria naval (1894)
- ——— Parte cuarta: XIII Bellas artes (1895)
- ——— Parte cuarta: XIV Bellas artes (1895)
- ——— Parte quinta: XV El viejo y el nuevo mundo (Continuará) (1895)
- ——— Parte quinta: XVI El viejo y el nuevo mundo (Continuará) (1895)
- ——— Parte quinta: XVII El viejo y el nuevo mundo (Continuará) (1896)
- ——— Parte quinta: XVIII El viejo y el nuevo mundo (Continuará) (1896)
- ——— Parte quinta: XIX El viejo y el nuevo mundo (Continuará) (1897)
- ——— Parte quinta: XX El viejo y el nuevo mundo (Continuará) (1897)
- ——— Parte quinta: XXI El viejo y el nuevo mundo (Continuará) (1897)
- ——— Parte quinta: XXII El viejo y el nuevo mundo (Continuará) (1897)
- ——— Parte quinta: XXIII El viejo y el nuevo mundo (Continuará) (1897)
- ——— Parte quinta: XXIV El viejo y el nuevo mundo (Continuará) (1897)
- ——— Parte quinta: XXV El viejo y el nuevo mundo (Continuará) (1897)
- ——— Parte quinta: XXVI El viejo y el nuevo mundo (Continuará) (1897)